# Kaiserzeitliches Gräberfeld von Apensen
Das Kaiserzeitliche Gräberfeld von Apensen liegt bei Apensen im niedersächsischen Landkreis Stade. Der Bestattungsplatz mit Urnen wurde hauptsächlich in der vorrömischen Eisenzeit und der älteren römischen Kaiserzeit etwa vom 1. Jahrhundert v. Chr. bis zum 2. Jahrhundert n. Chr. genutzt. Nach einem ersten Urnenfund im Jahr 1927 mit reichen Grabbeigaben wurde der Umfang des Gräberfeldes erst durch Ausgrabungen ab dem späteren 20. Jahrhundert erkannt. Es zählt mit etwa 700 gefundenen Bestattungen zu den größten gefundenen Anlagen dieser Zeitepoche in Norddeutschland.

## Entdeckung des Fürstengrabes
Im Juli 1927 entdeckte ein Landwirt beim Pflügen seines Acker einen Buntmetallgegenstand, den der Pflug an die Oberfläche befördert hatte. Der herbeigezogene Archäologe Willi Wegewitz stellte eine Nachsuche an und fand eine Urnenbestattung, die als das „Fürstengrab von Apensen“ bezeichnet wird. Sie befand sich in einem römischen Bronzeeimer mit Frauenkopfattaschen und bestand aus Leichenbrand eines 20 bis 30 Jahre alten Mannes sowie Grabbeigaben. Bei den Beigaben handelt es sich um durch das Scheiterhaufenfeuer zerschmolzene Gegenstände aus Bronze (9 kg) und Silber (280 g). Es waren hauptsächlich Gefäßteile und Gefäße, wie:
- zwei große Bronzebecken mit seepferdchenverzierten Griffen
- zwei bronzene Kellen- und Siebpaare
- zwei silberne Becher
- Trinkhorn- und Kästchenbeschläge sowie ein Stuhlsporn und eine reich verzierte bronzene Kniefibel.

Die Fibel und der Sporn ermöglichten die Datierung des Grabes zunächst in das 2. Jahrhundert n. Chr. Eine später vorgenommene Datierung ordnete die Bestattung der ersten Hälfte des 1. Jahrhunderts zu. Der Sporn lässt auf eine Männerbestattung schließen. Aufgrund des Fehlens weiterer männertypischer Beigaben, vor allem Waffen, und wegen der ungewöhnlich reichen sonstigen Ausstattung wird das Grab den sogenannten Prunkgräber von Lübsow und damit einer kleinen, sozial hochstehenden Schicht in der älteren römischen Kaiserzeit im freien Germanien zugeordnet. Von der Mehrzahl der Fürstengräber unterscheidet es sich durch die Verbrennung anstelle der Körperbestattung. Kulturell lässt sich das Grab dem elbgermanischen Formenkreis, ethnisch den Langobarden zuweisen.
Da es im näheren Umfeld keine weiteren Funde gab, wurde angenommen, dass es sich um ein Einzelgrab handelt. Forscher sehen sie als eine der reichsten Bestattungen dieser Zeitstellung in Nordwestdeutschland an.

## Weitere Forschungen
Feldbegehungen in den 1970er Jahren ließen den Schluss zu, dass es sich bei der 1927 entdeckten Bestattung nicht um ein einzelnes Grab handelte, sondern dass es Teil eines größeren Brandgräberfeldes im Umfeld vorgeschichtlicher Grabhügel war. Wegen einer Gefährdung durch intensive landwirtschaftliche Nutzung kam es zwischen 1978 und 1980 in einigen Bereichen des Gräberfeldes zu Ausgrabungen durch das Institut für Denkmalpflege als Vorläufer des Niedersächsischen Landesamtes für Denkmalpflege und das Archäologische Institut der Universität Hamburg. Weitere Ausgrabungen folgten 1999 und in den Jahren 2008 und 2009 durch die Kreisarchäologie Stade. 2018 wurde vom Niedersächsischen Institut für historische Küstenforschung eine Fläche von sieben Hektar geomagnetisch untersucht.
Im Bereich des Gräberfeldes befinden sich in einem Umkreis von zwei Kilometern weitere Gräberfelder und Siedlungsreste gleicher Zeitstellung.

## Funde
Auf dem Gräberfeld wurden bei den bisherigen Ausgrabungen rund 700 Brandbestattungen entdeckt. Dabei handelt es sich um 540 Urnenbestattungen in Keramikgefäßen und fast 40 Urnenbestattungen in Buntmetallgefäßen. Bei den Buntmetallgefäßen handelte es sich um bronzene Kessel, die aus keltischer oder römischer Produktion stammen können. Darüber hinaus fanden sich über 100 Scherbenlager und sieben Leichenbrandlager. Auf der rund sechs Hektar großen Fläche des Gräberfeldes gehen die Archäologen von einer Gesamtzahl von 2000 bis 3000 Bestattungen aus, von denen ein Großteil bereits vernichtet worden ist.
An den einzelnen Grabstellen fanden sich 145 Deponierungen von Gegenständen, die als kultische Handlungen interpretiert werden. So wurden Speere und Lanzen, einzeln oder gekreuzt, in den Boden gerammt. Es fanden sich weitere Waffenteile wie Schwerter und Schildbuckel.
Die Funde sind bisher noch nicht alle ausgewertet worden. In einer 2009 gefundenen Urne wurde  bei ihrer Restauration im Jahr 2017 ein mit Gold und Silber verziertes Schwert gefunden. Untersuchungen ergaben, dass die Schwertscheide aus Noricum im heutigen Österreich stammt und von Kelten gefertigt wurde. Forscher vermuten, dass der Bestattete eine erhebliche regionale Bedeutung innehatte.